# Esserts-Blay
Pour les articles homonymes, voir Esserts et Blay (homonymie).
Esserts-Blay est une commune française située dans le département de la Savoie, en région Auvergne-Rhône-Alpes.

## Géographie

### Climat
Pour des articles plus généraux, voir Climat d'Auvergne-Rhône-Alpes et Climat de la Savoie.
En 2010, le climat de la commune est de type climat de montagne, selon une étude du Centre national de la recherche scientifique s'appuyant sur une série de données couvrant la période 1971-2000. En 2020, Météo-France publie une typologie des climats de la France métropolitaine dans laquelle la commune est exposée à un climat de montagne ou de marges de montagne et est dans la région climatique Alpes du nord, caractérisée par une pluviométrie annuelle de 1 200 à 1 500 mm, irrégulièrement répartie en été.
Pour la période 1971-2000, la température annuelle moyenne est de 10,4 °C, avec une amplitude thermique annuelle de 19,4 °C. Le cumul annuel moyen de précipitations est de 1 306 mm, avec 9,7 jours de précipitations en janvier et 9 jours en juillet. Pour la période 1991-2020, la température moyenne annuelle observée sur la station météorologique de Météo-France la plus proche, « Gilly sur Isère », sur la commune de Gilly-sur-Isère à 9 km à vol d'oiseau, est de 11,4 °C et le cumul annuel moyen de précipitations est de 1 353,7 mm,. Pour l'avenir, les paramètres climatiques de la commune estimés pour 2050 selon différents scénarios d'émission de gaz à effet de serre sont consultables sur un site dédié publié par Météo-France en novembre 2022.

## Urbanisme

### Typologie
Au 1er janvier 2024, Esserts-Blay est catégorisée commune rurale à habitat dispersé, selon la nouvelle grille communale de densité à sept niveaux définie par l'Insee en 2022.
Elle est située hors unité urbaine. Par ailleurs la commune fait partie de l'aire d'attraction d'Albertville, dont elle est une commune de la couronne,. Cette aire, qui regroupe 30 communes, est catégorisée dans les aires de 50 000 à moins de 200 000 habitants,.

### Occupation des sols
L'occupation des sols de la commune, telle qu'elle ressort de la base de données européenne d’occupation biophysique des sols Corine Land Cover (CLC), est marquée par l'importance des forêts et milieux semi-naturels (89,6 % en 2018), en diminution par rapport à 1990 (91,9 %). La répartition détaillée en 2018 est la suivante : 
forêts (85,5 %), milieux à végétation arbustive et/ou herbacée (4,1 %), terres arables (3,5 %), prairies (3,1 %), zones urbanisées (1,9 %), zones agricoles hétérogènes (1,2 %), zones industrielles ou commerciales et réseaux de communication (0,8 %).
L'IGN met par ailleurs à disposition un outil en ligne permettant de comparer l’évolution dans le temps de l’occupation des sols de la commune (ou de territoires à des échelles différentes). Plusieurs époques sont accessibles sous forme de cartes ou photos aériennes : la carte de Cassini (XVIIIe siècle), la carte d'état-major (1820-1866) et la période actuelle (1950 à aujourd'hui).

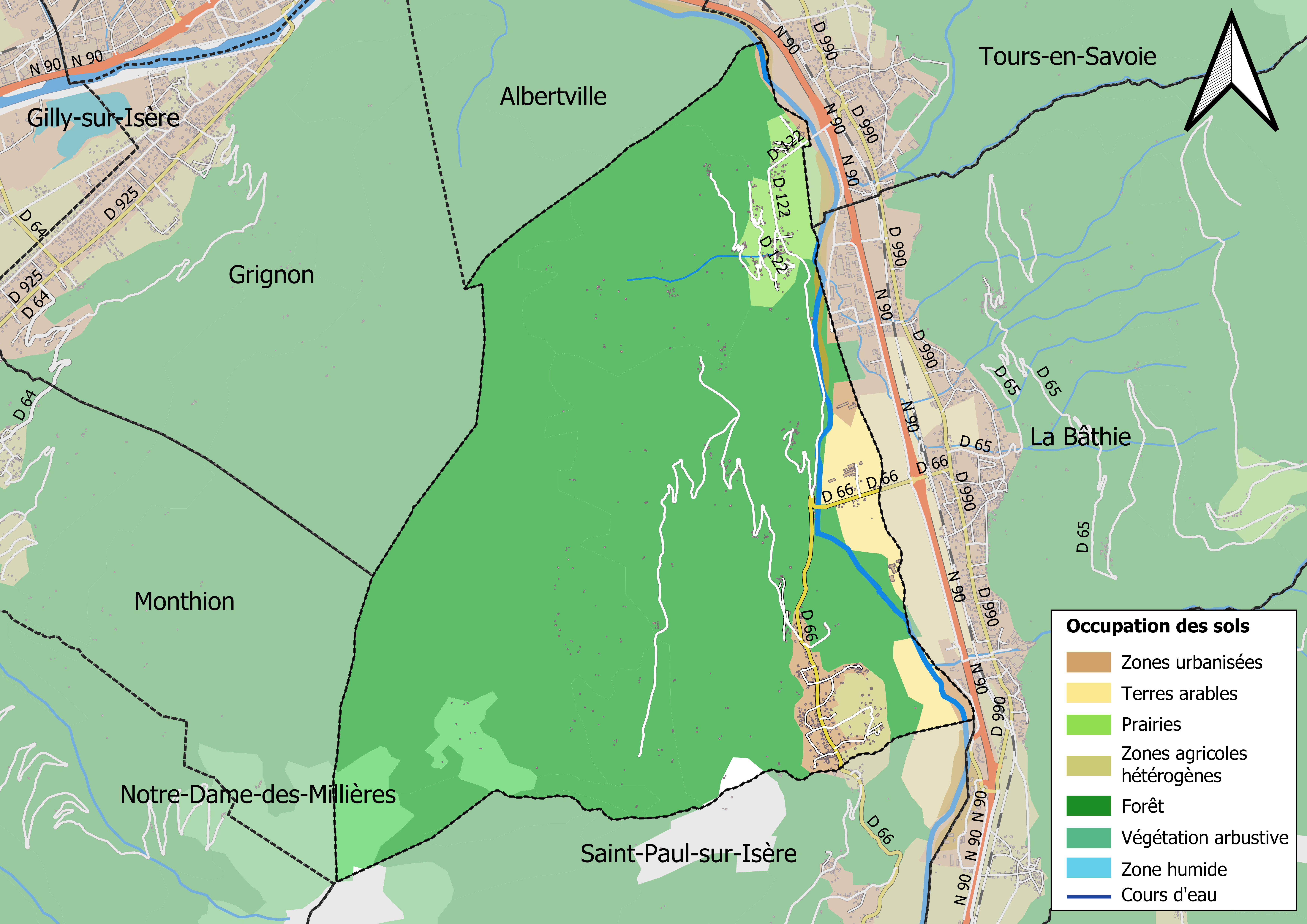
Carte des infrastructures et de l'occupation des sols en 2018 (CLC) de la commune.
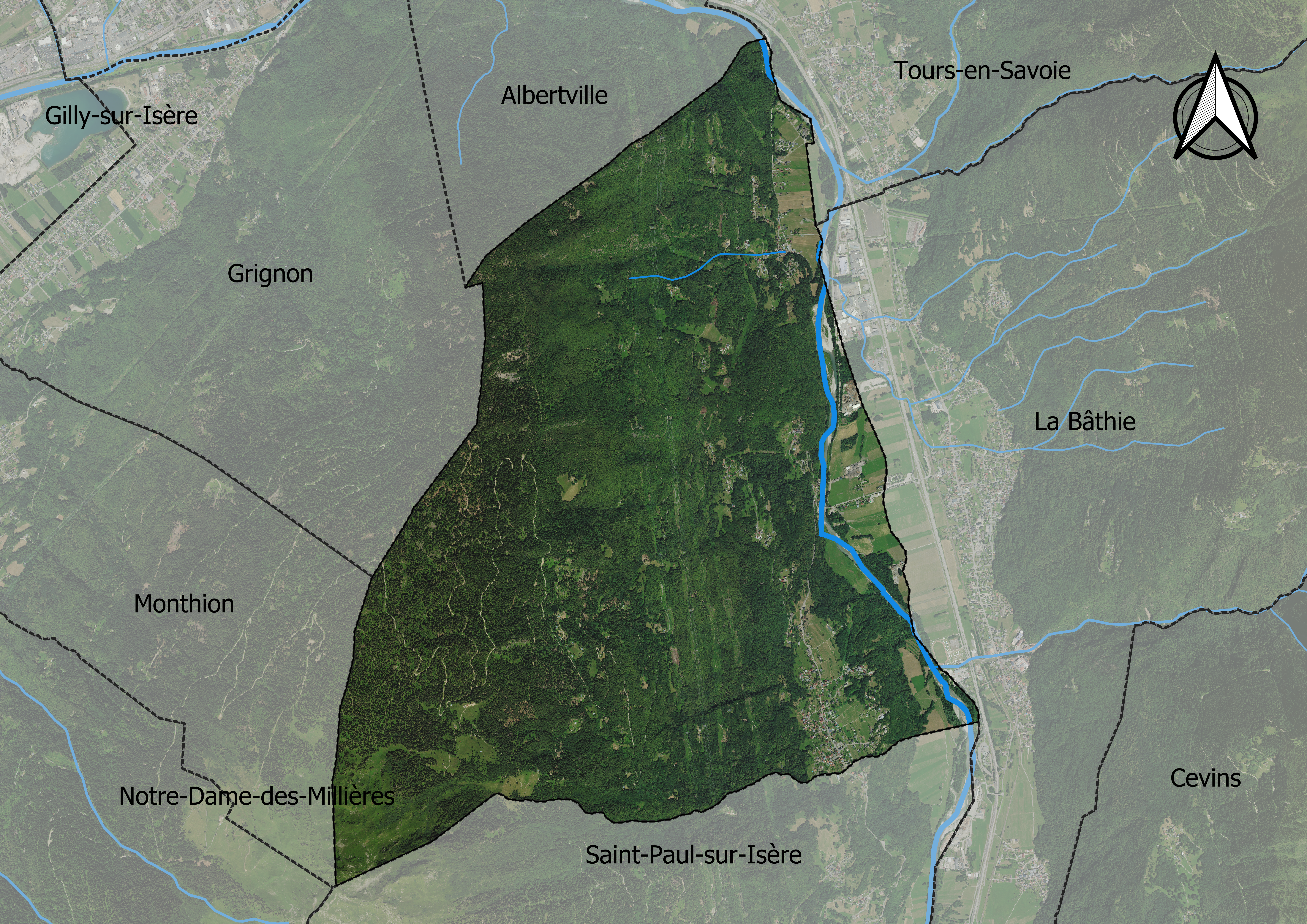
Carte orthophotogrammétrique de la commune.

## Toponymie
Le nom de la commune est formée par l'union des anciennes paroisses de Saint-Thomas-des-Esserts et de Blay, cette dernière ayant été absorbée entre 1795-1800 (Cassini).
Les formes anciennes de la paroisse sont Ecclesia de Exteriis alias Essertis, au XIVe siècle, dans le Cartulaire sabaudiae, Saint Thomas des Esserts (1729) et Saint Thomas des Esserts et Blay (1787). Pour Gros, Exteriis semble une probable déformation de Exerteriis renvoyant à Exartières, c'est-à-dire des terres défrichées. Saint-Thomas provient de l'apôtre.
Le toponyme du hameau de Blay est mentionné pour la première fois en 1535 avec la châtellenie ou châtellerie, Castellania Blessii, puis sous la forme Bley (1734), et Blais (1793). Gros considère que le toponyme est une forme vulgaire du latin Blasius, qui a donné en français Blaise.
En francoprovençal, le nom de la commune s'écrit Blé, selon la graphie de Conflans.

## Histoire
Siège de seigneurie au Moyen Âge ; en son centre se dressait la maison forte de Blay.

## Politique et administration
| Période                                  | Période                  | Identité         | Étiquette | Qualité |
| ---------------------------------------- | ------------------------ | ---------------- | --------- | ------- |
| Les données manquantes sont à compléter. |                          |                  |           |         |
| mars 2001                                | février 2011             | James Denche     |           |         |
| mars 2011                                | mars 2014                | Christophe Valaz |           |         |
| mars 2014                                | En cours (au avril 2014) | Raphaël Thévenon |           |         |

## Démographie
L'évolution du nombre d'habitants est connue à travers les recensements de la population effectués dans la commune depuis 1793. Pour les communes de moins de 10 000 habitants, une enquête de recensement portant sur toute la population est réalisée tous les cinq ans, les populations de référence des années intermédiaires étant quant à elles estimées par interpolation ou extrapolation. Pour la commune, le premier recensement exhaustif entrant dans le cadre du nouveau dispositif a été réalisé en 2005.

En 2022, la commune comptait 758 habitants, en évolution de −6,19 % par rapport à 2016 (Savoie : +3,63 %, France hors Mayotte : +2,11 %).
| 1793 | 1800 | 1806 | 1822 | 1838  | 1848 | 1858 | 1861 | 1866 |
| ---- | ---- | ---- | ---- | ----- | ---- | ---- | ---- | ---- |
| 168  | 724  | 749  | 836  | 1 008 | 935  | 891  | 887  | 864  |

| 1872 | 1876 | 1881 | 1886 | 1891 | 1896 | 1901 | 1906 | 1911 |
| ---- | ---- | ---- | ---- | ---- | ---- | ---- | ---- | ---- |
| 833  | 808  | 792  | 800  | 772  | 758  | 713  | 697  | 685  |

| 1921 | 1926 | 1931 | 1936 | 1946 | 1954 | 1962 | 1968 | 1975 |
| ---- | ---- | ---- | ---- | ---- | ---- | ---- | ---- | ---- |
| 665  | 638  | 602  | 614  | 646  | 613  | 663  | 590  | 622  |

| 1982 | 1990 | 1999 | 2005 | 2006 | 2010 | 2015 | 2020 | 2022 |
| ---- | ---- | ---- | ---- | ---- | ---- | ---- | ---- | ---- |
| 578  | 615  | 654  | 709  | 707  | 746  | 806  | 771  | 758  |

## Culture locale et patrimoine

### Lieux et monuments
Le manoir de Blay est une ancienne maison forte, de la fin du XIVe siècle, ou du début du XVe siècle, dont les ruines se dressent à l'est du bourg. Au Moyen Âge, il est le centre de la seigneurie de Blay.
- Église paroissiale (XVIIe siècle), située au hameau Saint-Thomas[20].
Dédiée à Thomas Becket, elle a été reconstruite sur une ancienne église[21]. Elle possède un retable central baroque[20].
- Église paroissiale Saint-Sébastien (1870), située au chef-lieu d'Esserts-Blay[20]
Installée sur l'ancienne chapelle (XVe siècle) dédiée aux saints Sébastien et Fabien[22]. Devenue église paroissiale en 1829, n'ont été conservés que le chœur et la sacristie[22]. L'édifice possède un vitrail contemporain (1989), appelé la Création du monde[20].

### Héraldique
| Blason de Esserts-Blay | Blason  | D'azur à la tour d'or crénelée senestrée d'un avant-mur du même aussi crénelé, ouvert d'un portique de sable chargé d'une étoile d'or,. |
| Blason de Esserts-Blay | Détails | Le statut officiel du blason reste à déterminer.                                                                                        |